# 前33年
| 千纪： | 前1千纪 |
| 世纪： | 前2世纪 \| 前1世纪 \| 1世纪                                                                                |
| 年代： | 前60年代 \| 前50年代 \| 前40年代 \| 前30年代 \| 前20年代 \| 前10年代 \| 前0年代                            |
| 年份： | 前38年 \| 前37年 \| 前36年 \| 前35年 \| 前34年 \| 前33年 \| 前32年 \| 前31年 \| 前30年 \| 前29年 \| 前28年 |
| 纪年： | 西汉竟宁元年                                                                                               |

## 大事记
- - 亞洲
- 漢朝改元為竟寧，是為竟寧元年。
- 來自匈奴的領導人呼韓邪單于前往漢朝希望雙方能締結更親密的外交關係，甚至要求娶漢人為妻。當時的漢朝皇帝劉奭以宮女王嬙（王昭君）嫁之為妻，呼韓邪單于表示同意，並表示願意永保邊境安寧。後來被史學家稱爲「昭君出塞」。

## 逝世
- 汉元帝